# Памятник катерам-тральщикам
Памятник катерам-тральщикам — памятник, находящийся на месте расположения 8-го дивизиона катеров-тральщиков Балтийского флота в период блокады Ленинграда и после неё.
Моряки 8-го дивизиона катеров-тральщиков принимали участие в очистке вод Финского залива от морских мин, оставленных там германским военно-морским флотом. Катера, на которых они несли службу, изготавливались и модернизировались прямо в блокадном Ленинграде.
Очистка акватории Финского залива была завершена к 1946 году, а позднее в память об этом был поставлен памятник на Елагином острове в Санкт-Петербурге, на набережной западнее 2-го Елагина моста.
Памятник был открыт 9 мая 1990 года. Над памятником работал архитектор Медведев.
Ежегодно 5 июня, в День прорыва морской минной блокады Ленинграда, около памятника проводится торжественно-траурный митинг ветеранов катеров-тральщиков Балтийского флота и «Союза ветеранов судостроения». Дата была установлена в честь окончательной расчистки прохода по Большому корабельному фарватеру Кронштадт-Таллин-Хельсинки.
Традиционно в рамках памятного митинга вблизи памятника на воду спускается траурный венок в честь погибших на службе моряков.

## Описание памятника
Монумент представляет собой стелу из серого гранита с закреплённым на ней малым якорем того типа, которые устанавливались на малых катерах-тральщиках, работавших в Финском заливе.
На стеле высечена надпись:
«На этом месте в 1942—1944 годах базировался 8-й дивизион катеров-тральщиков дважды Краснознамённого Балтийского флота, мужественно защищавший город Ленина»